# Frederik de Wit

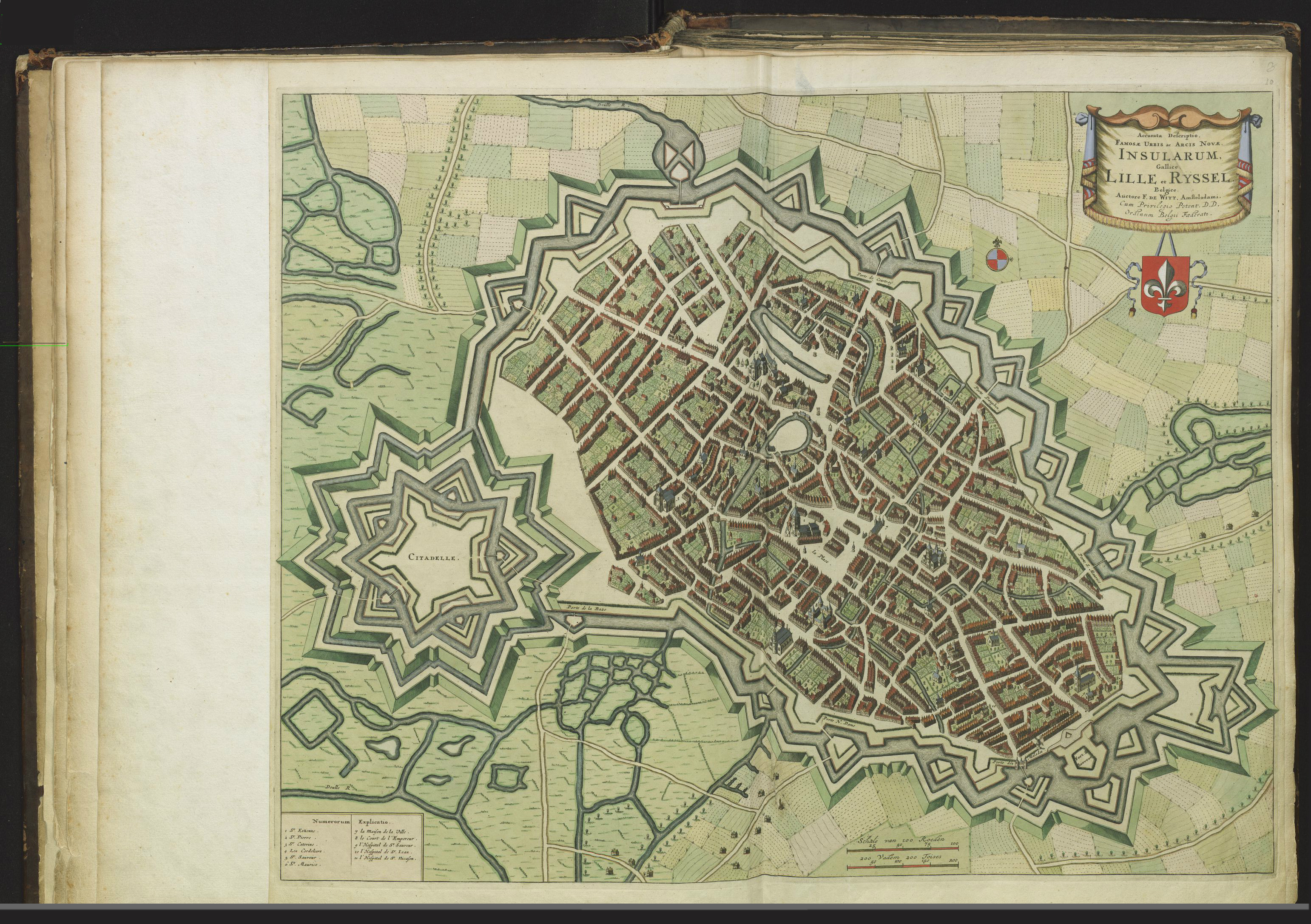
Lille - Ryssel 1641

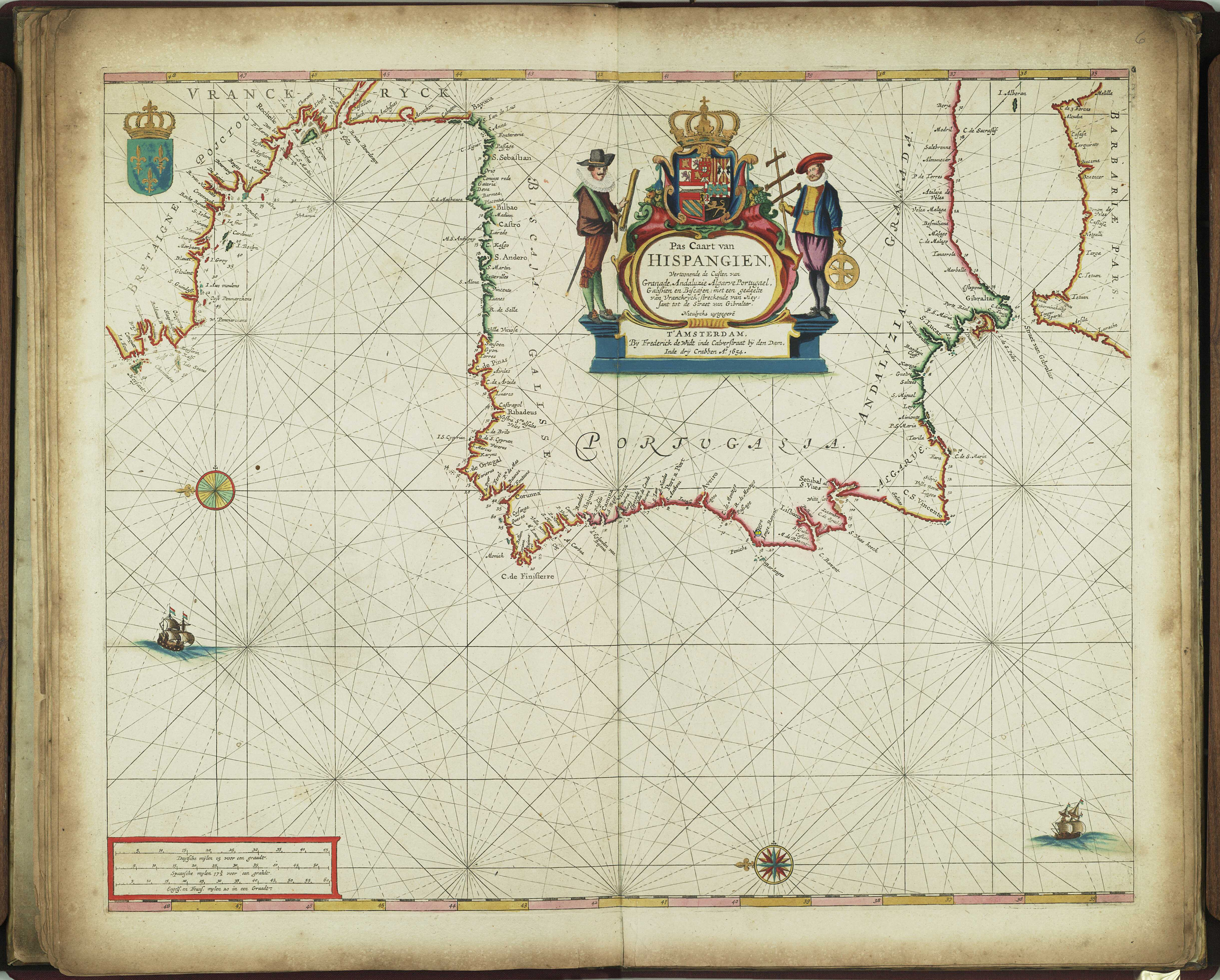
Hispangien 1654 ("Inde Dry Crabben")

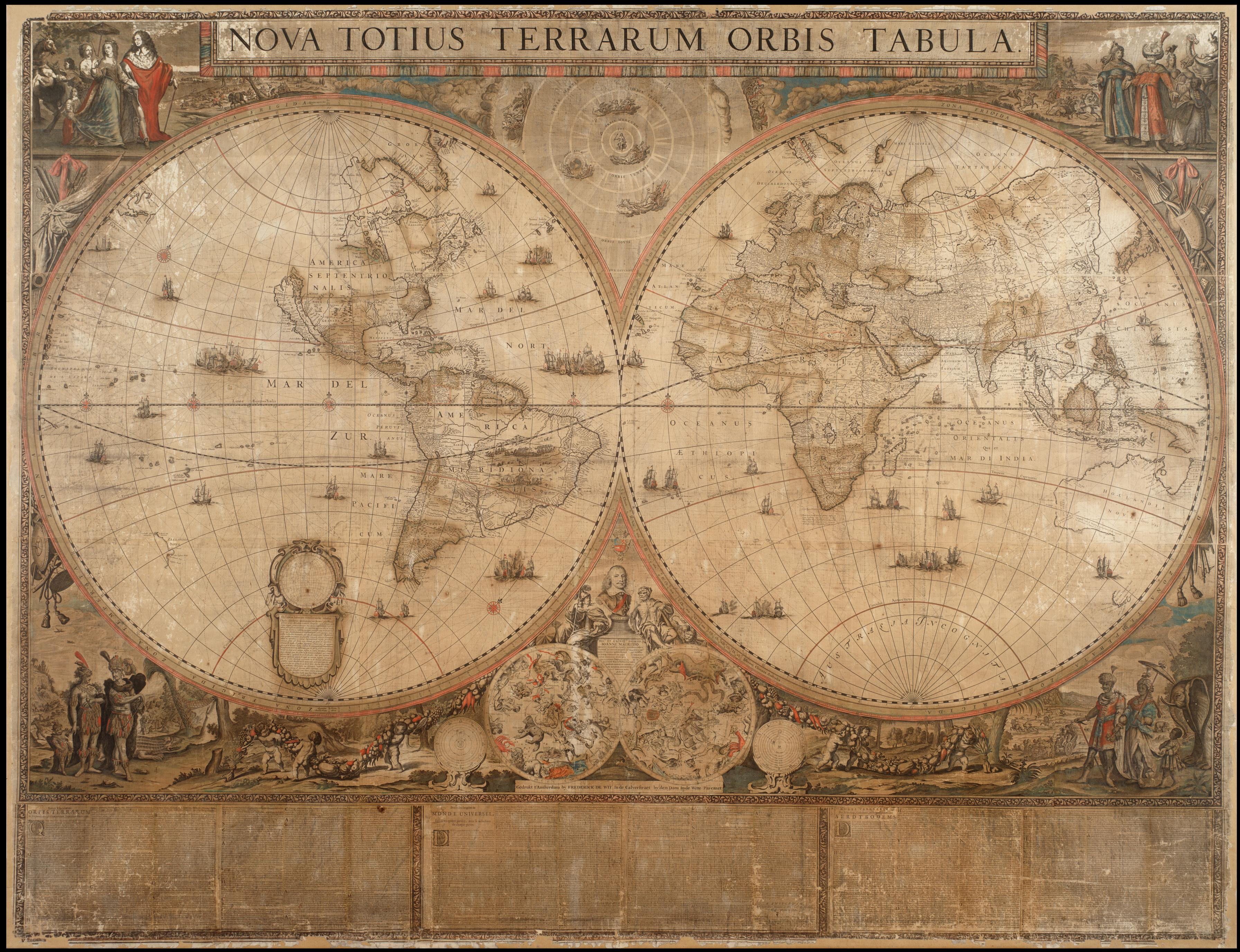
Nova Totius &c. 1660 12 bladige wandkaart

Frederik de Wit, ook vermeld als Frederick de Wit of Frederico de Witt (Gouda, 1630 – Amsterdam, 1706), was een Nederlands graveur, drukker en uitgever.

## Biografie
Na een nauwelijks opzienbarende jeugd - z'n vader was mesheftenmaker - in Gouda vestigde De Wit zich rond 1648 in Amsterdam.
Hij begon een winkel in de Kalverstraat die aanvankelijk "De Dry (3) Crabben" werd genoemd. Na verloop van tijd werd de naam veranderd in "De Witte Pascaert". Door zijn huwelijk met Maria van der Waag in 1661 kreeg hij het poorterschap van Amsterdam en kon hij lid worden van het boekverkopersgilde St. Lucas.
Vóór 1649 graveerde De Wit al stadsplattegronden van onder meer  Rijsel en Doornik ten behoeve van Sanderus' nooit verschenen derde deel van de  Flandriae Illustratae (staat on line). De eerste door De Wit gegraveerde én gedateerde kaarten waren zeekaarten uit 1654. Twaalf van deze kaarten, waaronder ook enkele van Anthonie (Teunis) Jacobsz, bevinden zich thans in het National Maritime Museum, Greenwich, London  (ook online). Rond 1660 verschenen de wereldkaarten Nova Orbis Tabula in Lucem Edita (ca. 46 x 55 cm) en Nova Totius Terrarum Orbis Tabula, een samengestelde wandkaart van ca. 140 x 190 cm.
In het Zweedse kasteel Skokloster hangen aan de muren van de overigens niet vrij toegankelijke bibliotheek een viertal grootschalige -zo'n 150 x 180 cm- wandkaarten van de continenten, bewerkt door J de Ram en één door Gerard Valck.

Africæ 1688 de Ram
Americæ 1670 de Ram
Asiæ 1700 Valck
Europæ 1672 de Ram

## Atlassen
De datering van De Wits kaarten, atlassen en stedenboeken is moeilijk, op de meeste kaarten werd namelijk geen jaartal vermeld en de uitgaven bestreken vele jaren. De atlassen begonnen rond 1670 te verschijnen.  Vanaf 1675 werden er zeeatlassen uitgebracht, waarvoor de eerste aanzet dus al in 1654 gegeven werd.
De atlas der Nederlanden heette Nieuw Kaertboeck van de XVII Nederlandse Provinciën en telde ruim 20 kaarten.
In 1688 verkreeg hij het privilege van de Staten van Holland en West-Friesland om z'n kaarten te publiceren. Vanaf die datum komt de toevoeging: Cum Privilegio DD Ordinum Hollandiæ Westfrisiæ op de kaarten.
De stedenboeken verschenen omstreeks 1695 op de markt.
Deze stedenboeken van de Nederlanden kenden twee edities, ze werden mede met opgekochte koperplaten van de firma's van  Blaeu en  Janssonius gedrukt. Na verloop van tijd werden sommige koperplaten door De Wit aangepast aan de "moderne" situatie. Een Nederlandse uitgave uit 1698 is bekend onder de naam Perfecte aftekeningen der steden van de XVII Nederlandsche provincien in platte gronden of kortweg het Stedenboek.

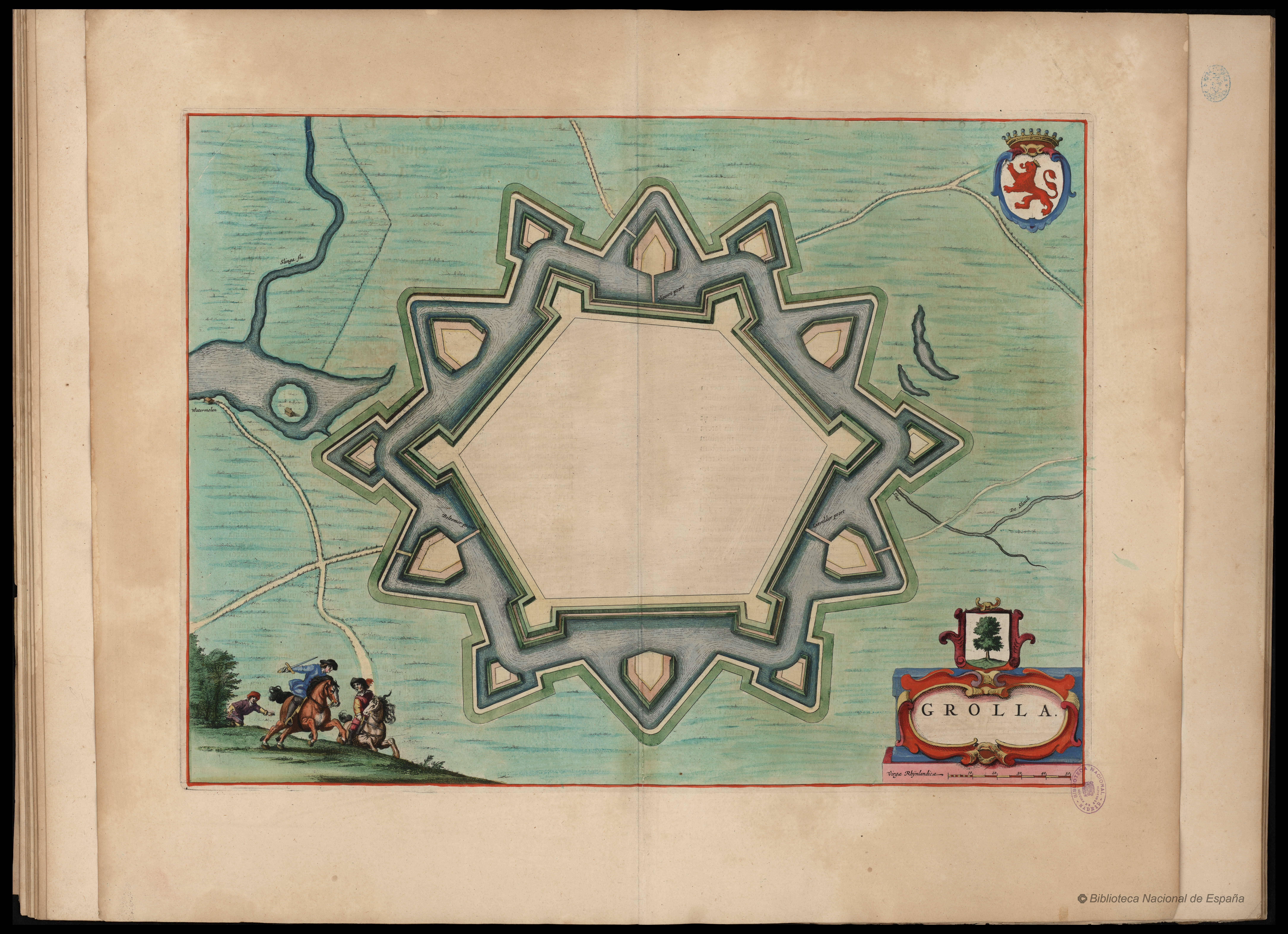
Groenlo Blaeu
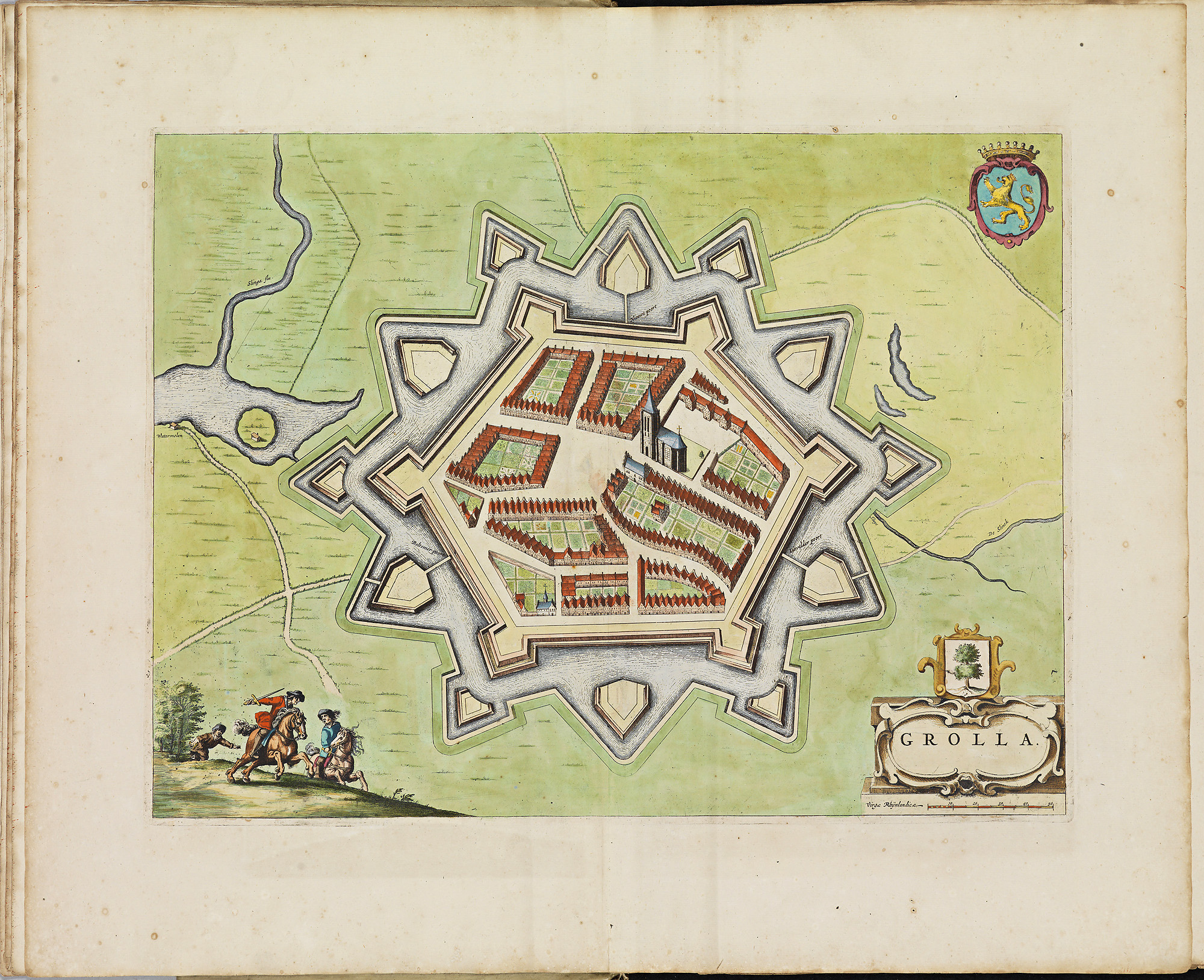
Groenlo De Wit

Voor de stedenboeken van Europa geldt hetzelfde, er werden zelfs nog — inmiddels 100 jaar oude, weliswaar aangepaste — platen van Braun en Hogenbergs Civitates orbis terrarum (ook uit de voorraad van Janssonius) gebruikt.
Na zijn dood werden veel van De Wits koperplaten verkocht aan Pieter Mortier, later overgegaan in de firma Covens en Mortier. Een ander deel kwam mogelijk terecht bij Leonard Valck, die namens zijn vader Gerard Valck en diens collega Petrus Schenck optrad. Ook Pieter van de Aa verwierf materiaal uit De Wits nalatenschap.
In oktober 2012 verscheen een facsimile uitgave van het stedenboek der Nederlanden.

## Enkele kaarten

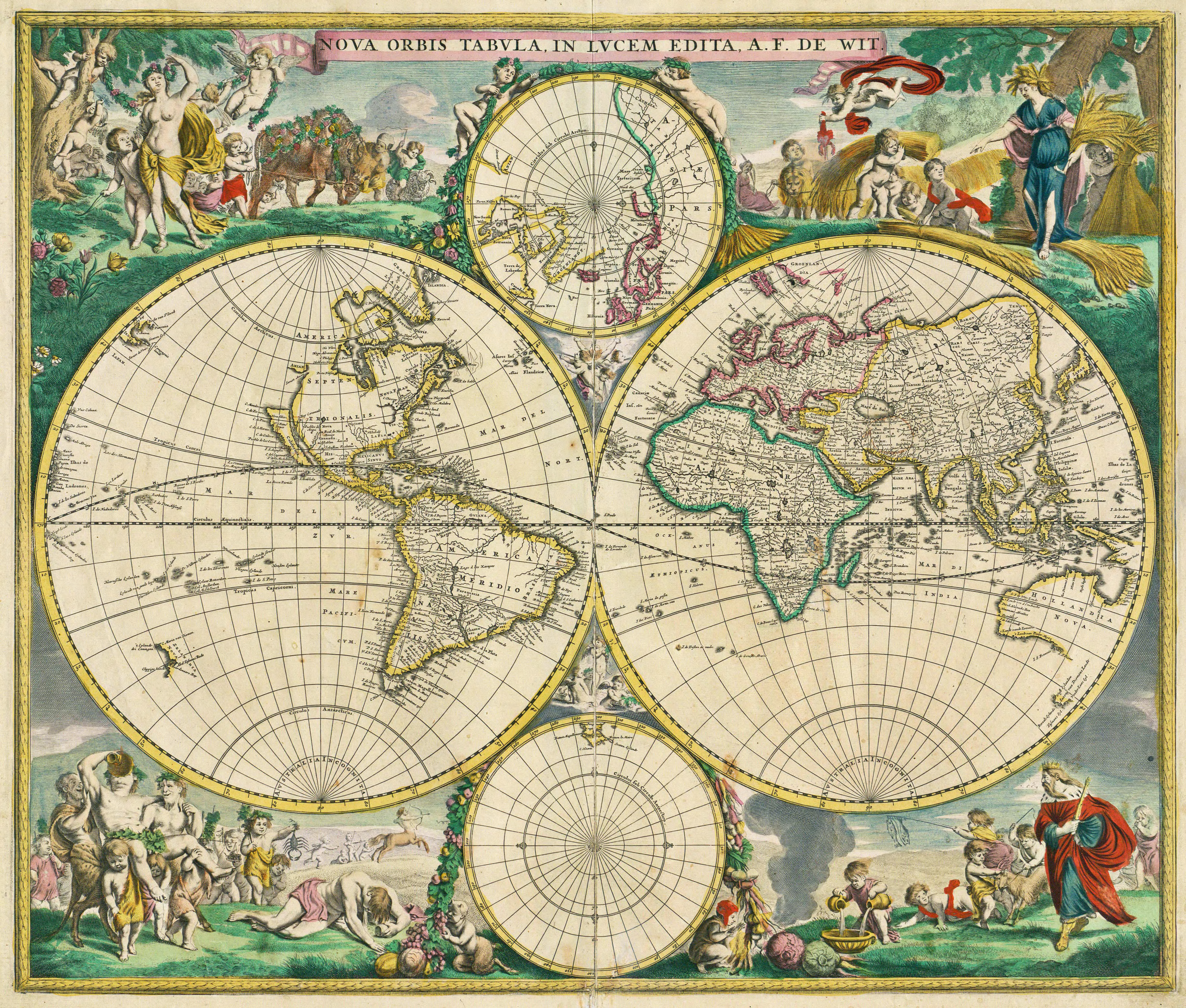
Wereld
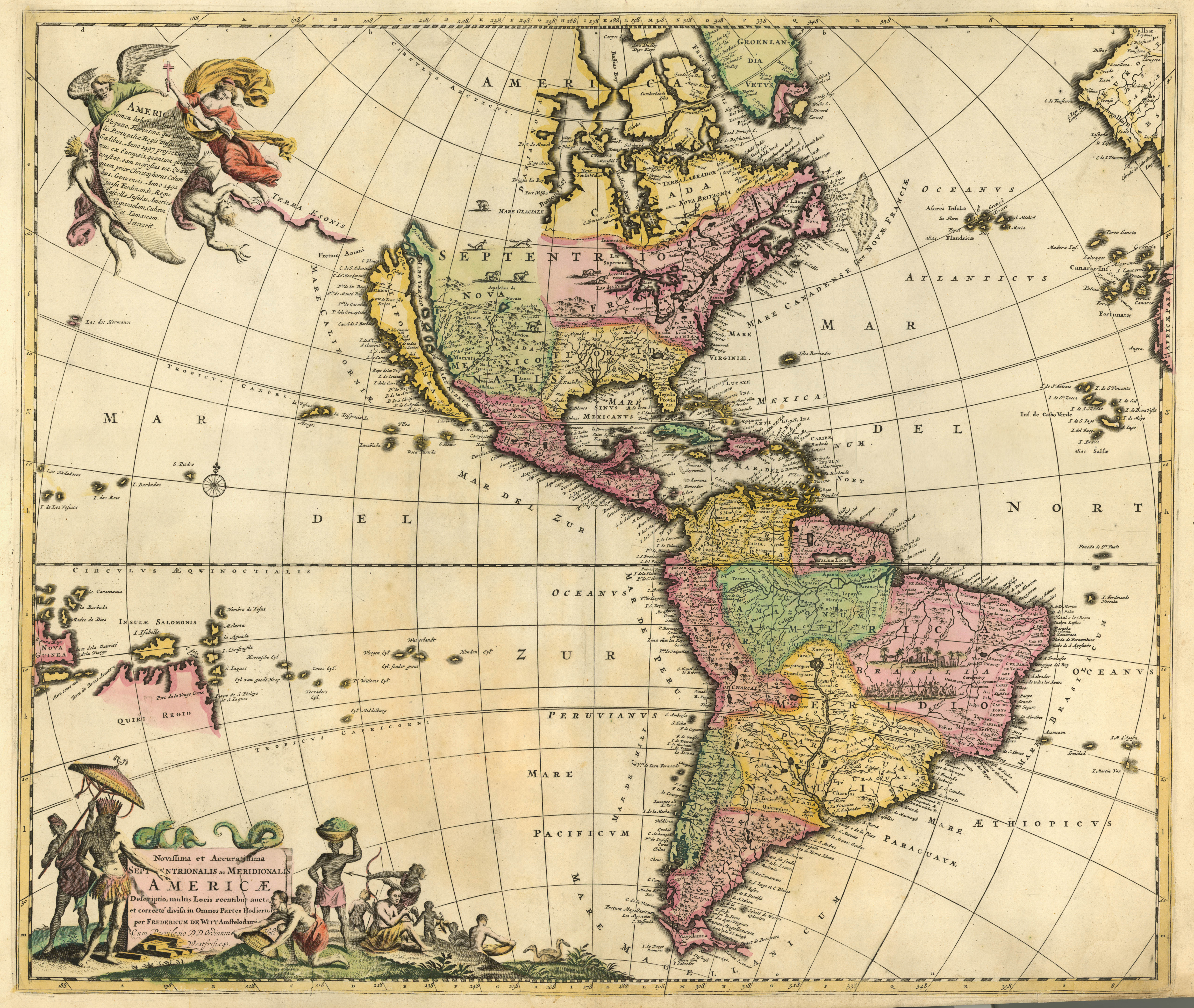
Amerika
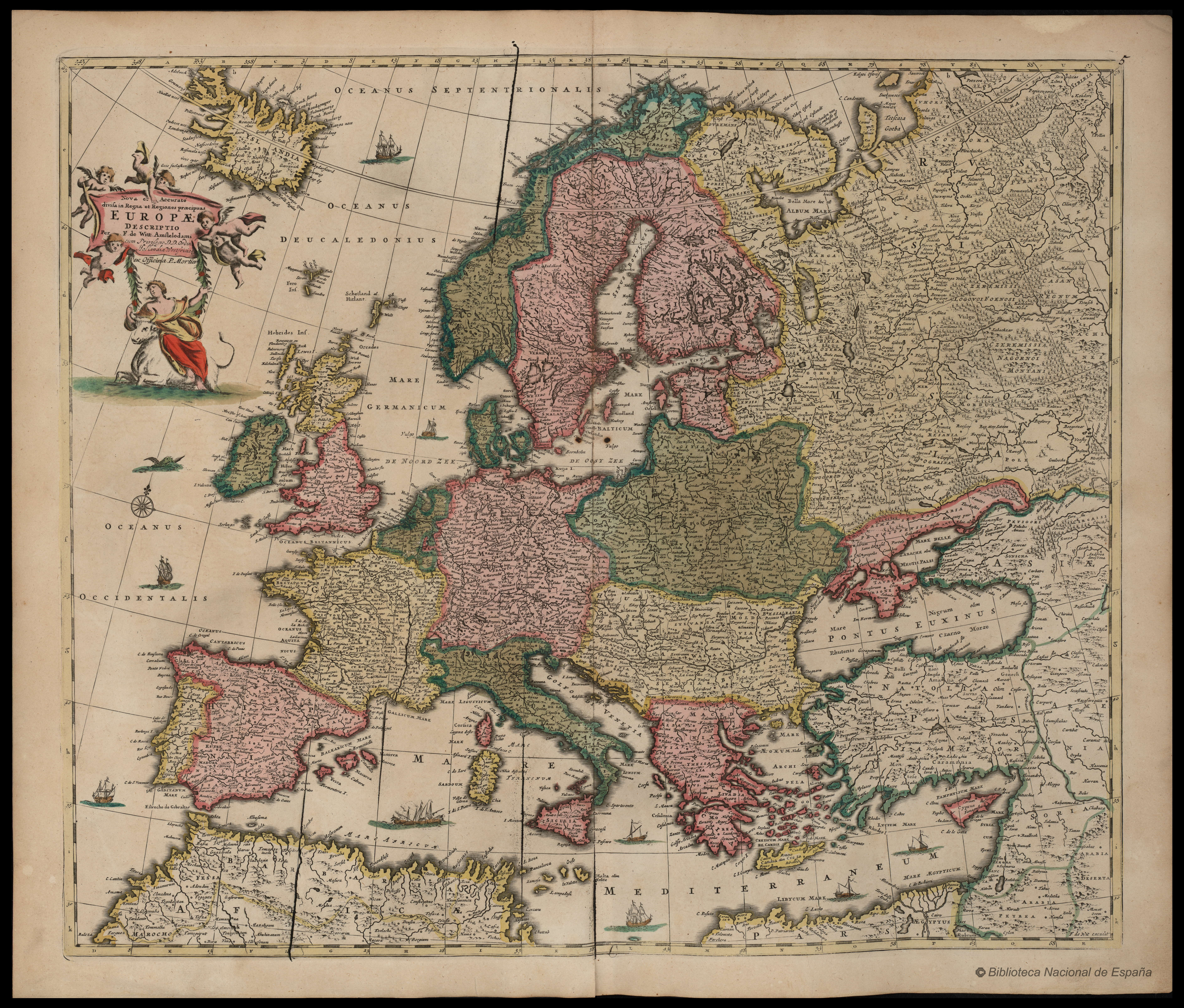
Europa
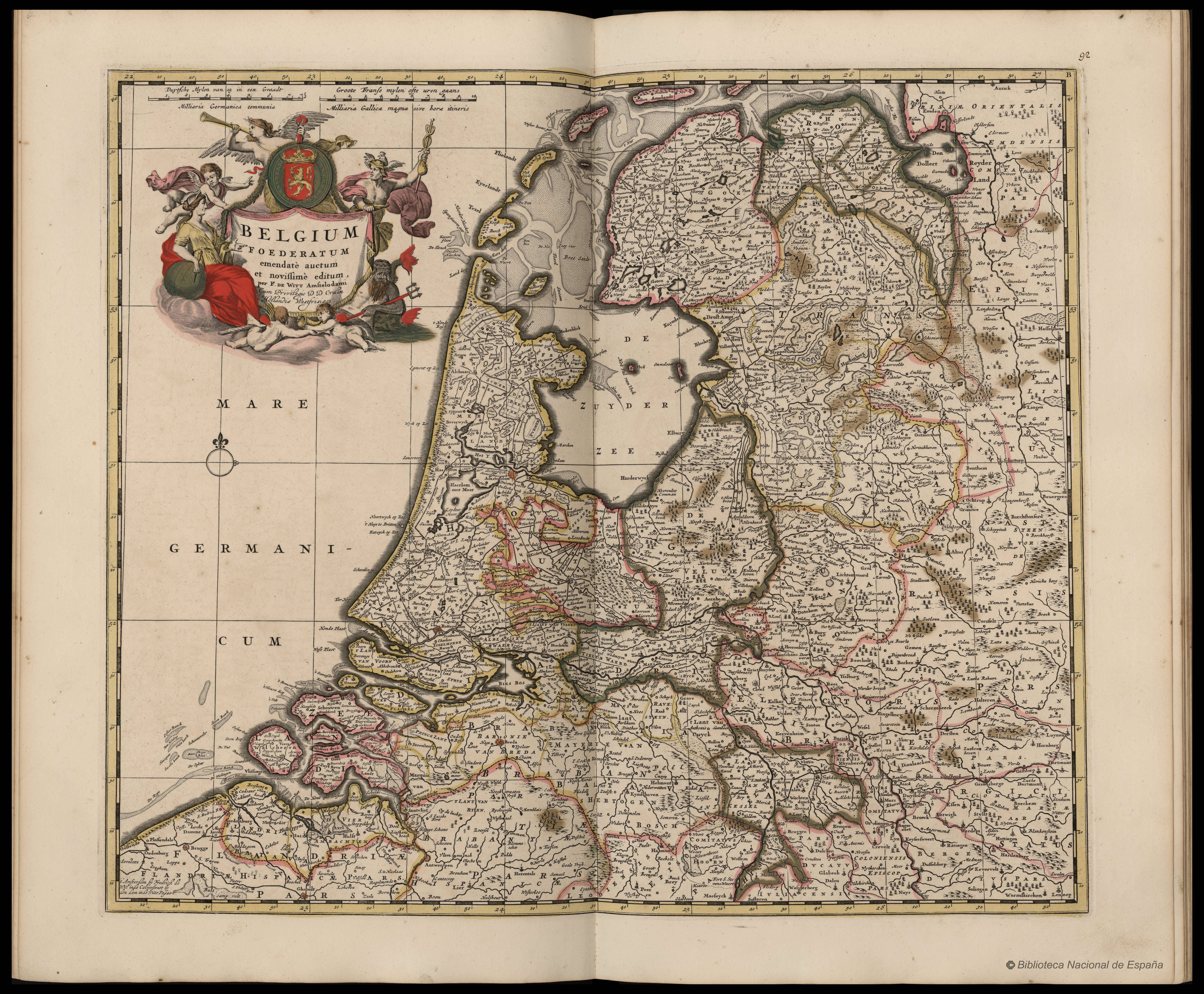
Nederland
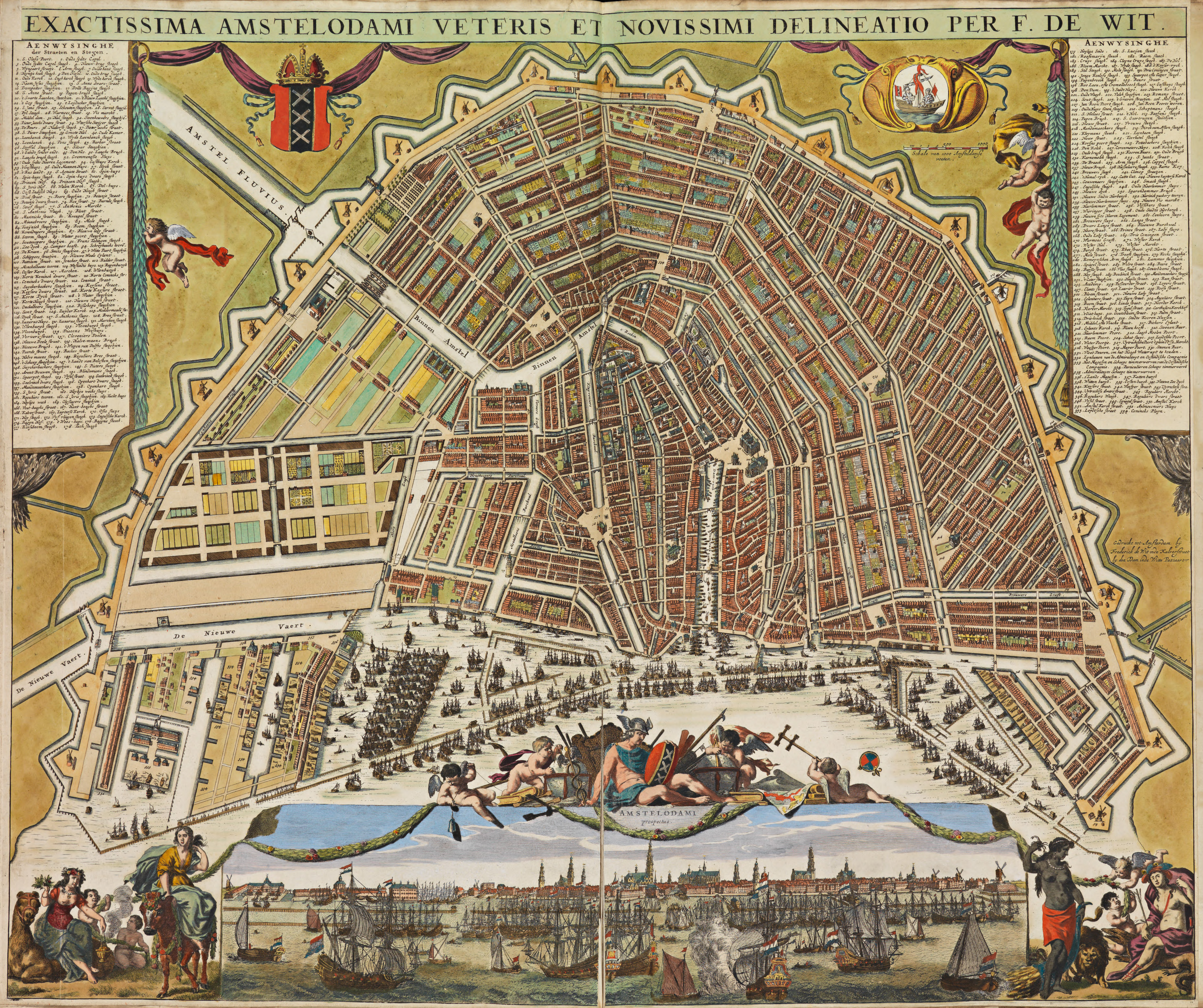
Amsterdam
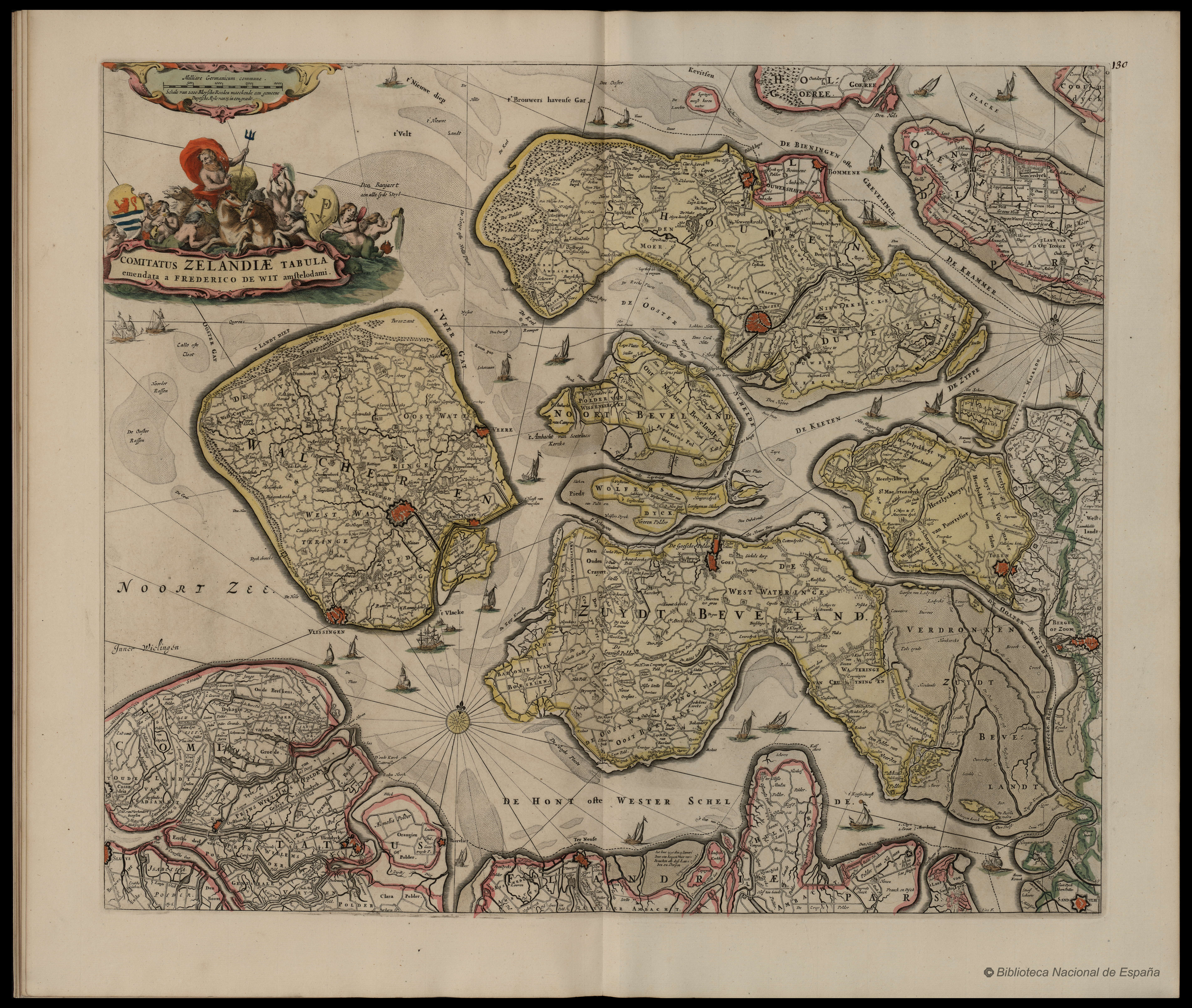
Zeeland
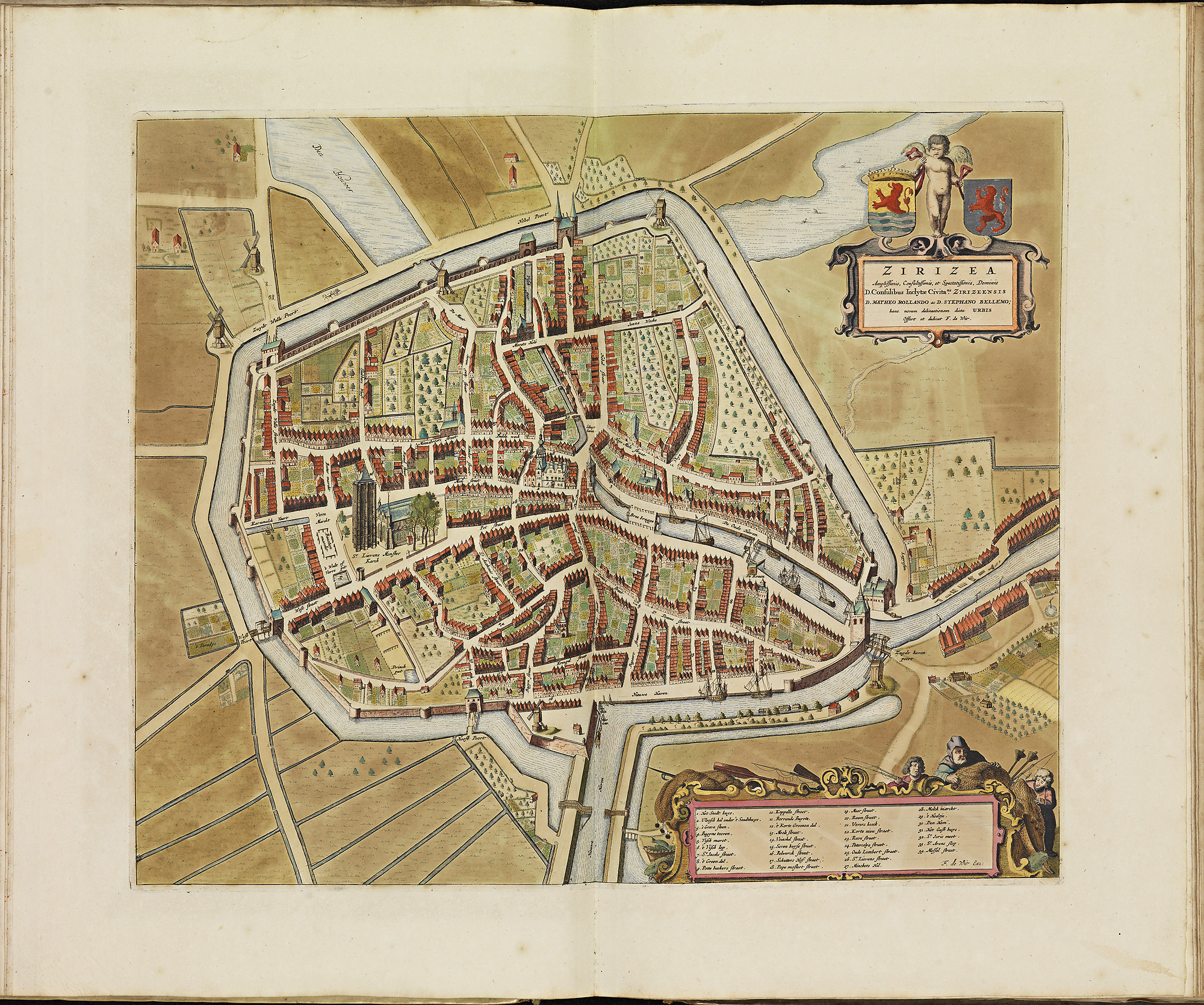
Zierikzee